# Замок Фалез
За́мок Фале́з (фр. Château de Falaise) або так званий замок Вільгельма Завойовника, що розташований на південному заході міста Фалез. Практично перший кам'яний замок в районі Франції - Нижня Нормандія.

## Історія вивчення

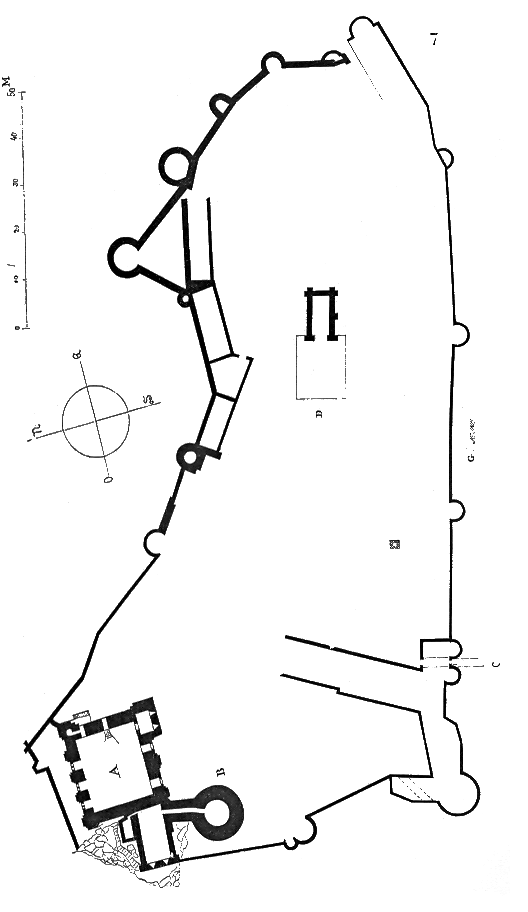
Генплан фортеці і замку на узвишші.

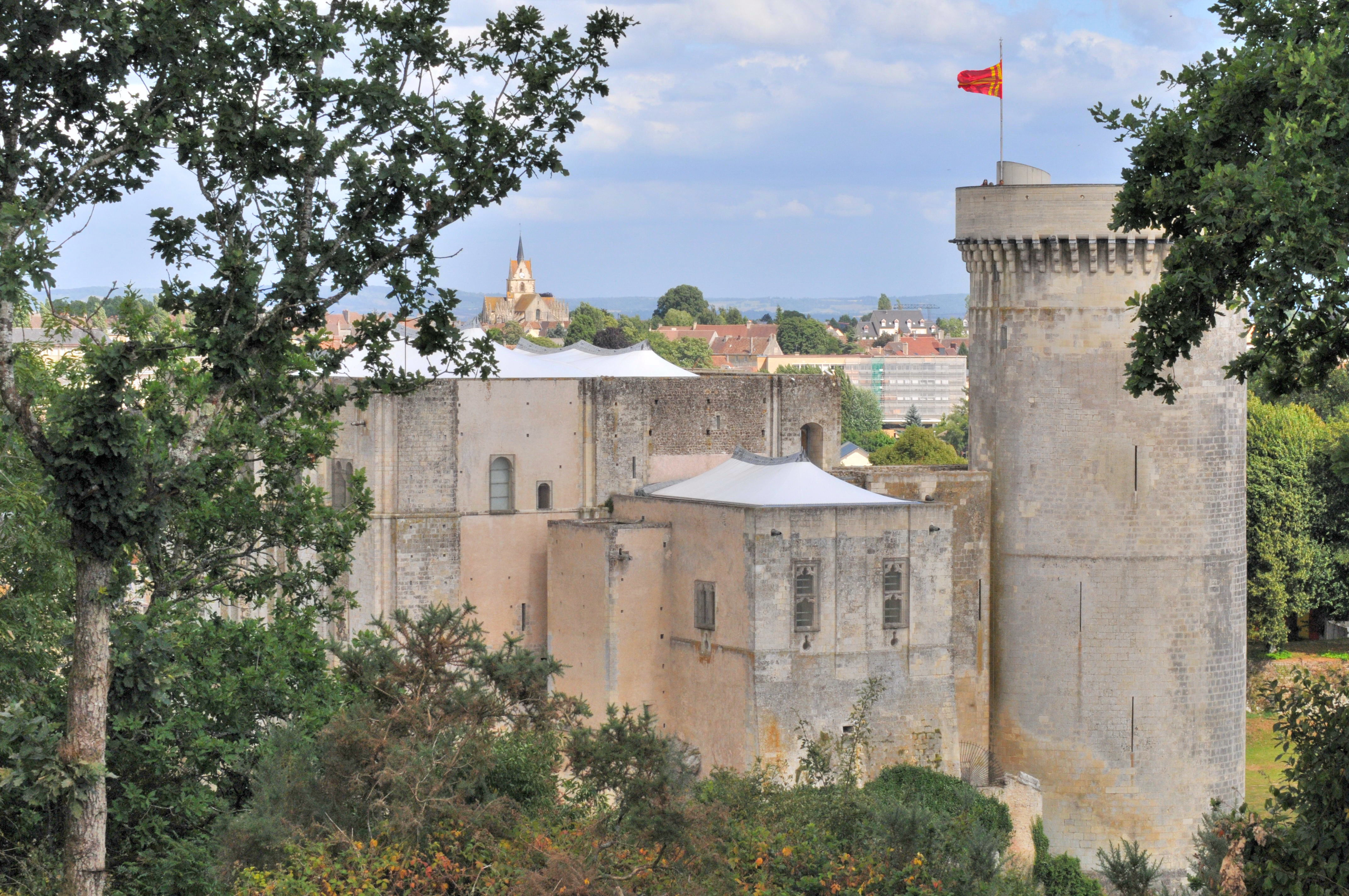
Замок Фалез

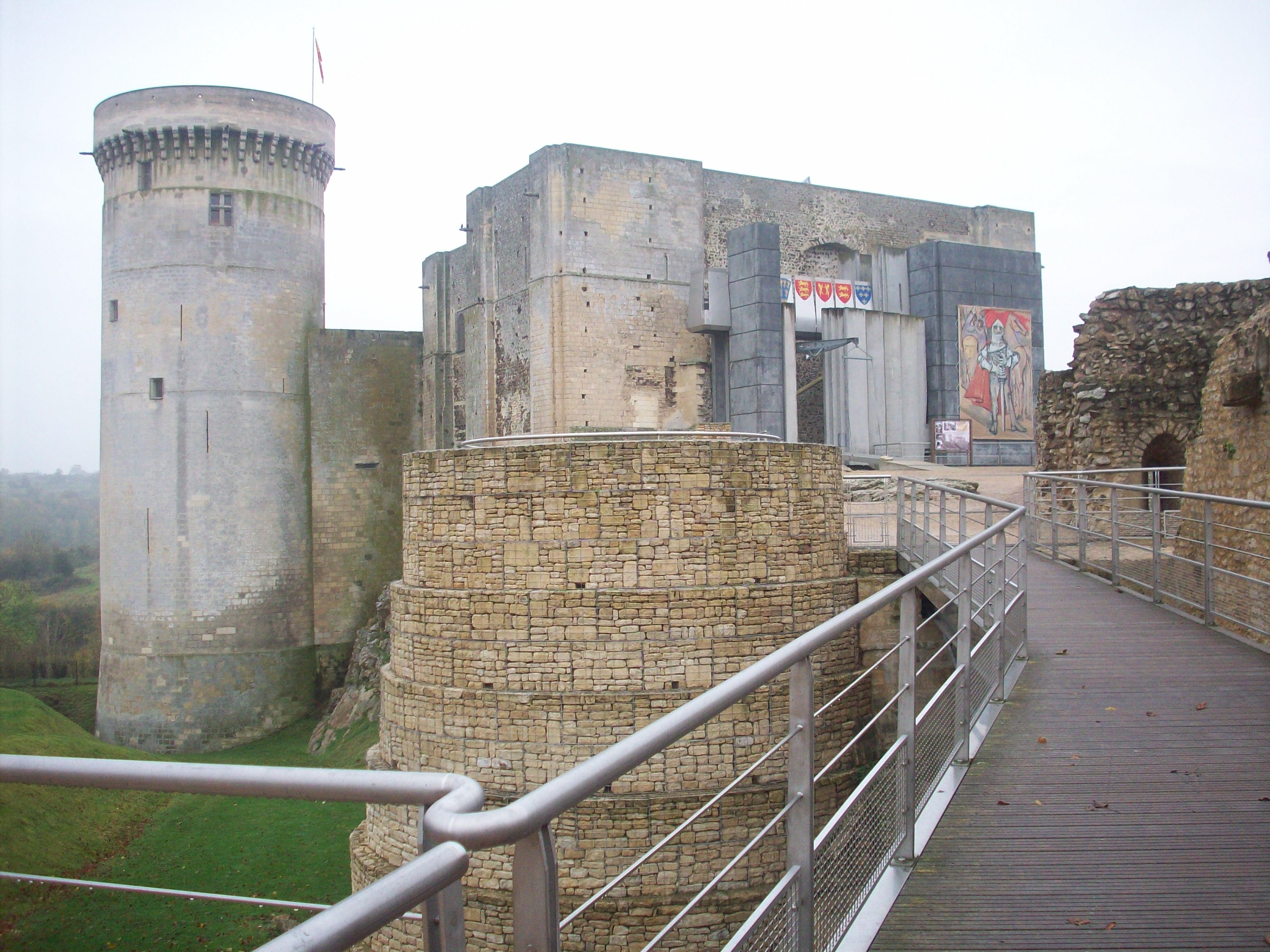
Сучасний в'їзний міст

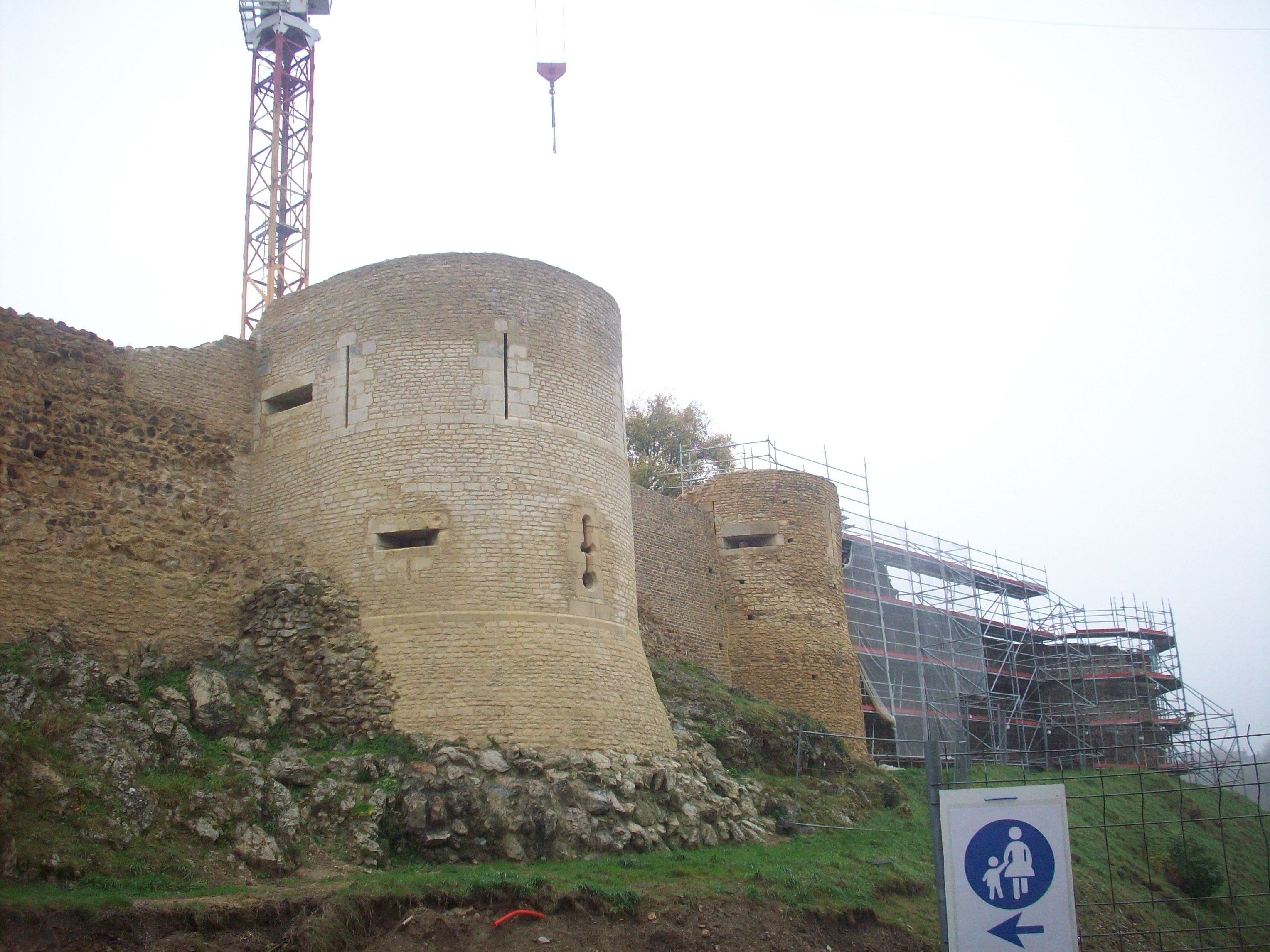
Відновлювально-реставраційні роботи, фото 2008 року.

Назва замку походить від слова «falaise» — «скеля», бо фортеця розташована на місцевому узвишші. Замок пов'язаний із Вільгельмом Завойовником, сином Роберта Нормандського, котрий народився тут 1028 року. Замок і навколишні землі належали родині і нащадкам Вільгельма Завойовника, котрий став королем Англії, до XIII століття.
Наукові дослідження замку розпочали в середині XIX століття. Відтоді пам'ятку середньовічної архітектури віднесли до історичних пам'яток.
Розкопки на місці замку виявили перші кам'яні мури, датовані X століттям, що зробило замок Фалез практично першою кам'яною фортецею в Нормандії. Етапи побудови пов'язують із створенням підземних сховищ для запасів зброї, води і харчів. Підземних сховищ виявлено три. Значний будівельний період пов'язаний із Анрі І Боклером (Генріх I Боклерк) в XII столітті, коли був створений перший палац і перші підземелля. Він мав типові риси феодального житла англо-нормандської архітектури на кшталт Тауера в Лондоні. Перший поверх був князівським житлом з Великою залою, залою аудієнцій (аула), спальнями, невеликими вітальнями чи приміщеннями для родини і гостей, замковою каплицею. Розкриті кухні і сховища для їжі на випадок блокади замку.
Створення другої, прямокутної в плані вежі, пов'язують із королем Генріхом ІІ. Відомо, що тоді новий король святкував Різдво 1159 року в замку Фалез разом із власною дружиною Елеонорою Аквітанською та королівським двором. Ця прибудова збільшила житлові приміщення замку. Суворі мури замку досить високі, що значно утруднювало військові атаки.
Кругла вежа донжон вибудована на початку XIII століття (приблизно в 1207 році) за часів короля Філіпа ІІ Августа, коли він разом із власною армією підкорив Нормандію і захопив замок. Її назвали вежа Талбот на честь англійського військового інженера Талбота, котрий відповідав за її ремонт і зміцнення в роки Сторічної війни. Аналогом вежі була така ж в середньовічній фортеці Лувра.
Висока вежа видається за кордони первісної фортеці, пов'язана з нею переходом і мала лише оборонне значення. Вона вибудована військовими інженерами короля Франції згідно з новими вимогами до замкової оборони того часу.
Замок був покинутий в XVI столітті у зв'язку із змінами в веденні війни та новими настановами в фортечному будівництві. Не використовувались і житлові приміщення, бо вже виникають перші розкішні королевські резиденції-палаци ренесансно-маньєристичного характеру на кшталт Фонтенбло чи замків в долині річки Луара. Все XVII століття стояв пусткою і руйнувався.
На поруйнований замок звернули увагу на початку XIX століття, у зв'язку із ретельним вивченням історичних пам'яток доби бароко, маньєризму і Відродження. 1840 року замок Фалез був внесений до переліку історичних пам'яток. Ремонтами мурів і реставрацією споруди займався Рупріх-Віктор Робер, учень відомого французького реставратора XIX століття Віоле ле Дюка. Тоді ж укріпили підземелля, котрі були врятовані від руйнацій. Замок Фалез був частково поруйнований за часів бомбардувань 2-ї світової війни, але три його вежі збереглися.
В період між 1987–1997 роками передній фасад Круглої вежі був відновлений за проектом архітектора Бруно, головним архітектором історичних пам'яток Кальвадоса. Він активно використав полірований бетон і сталеві стрижні для зміцнення, що викликало критику за використання невідповідних для середньовічної архітектури Франції будівельних матеріалів.

## Галерея

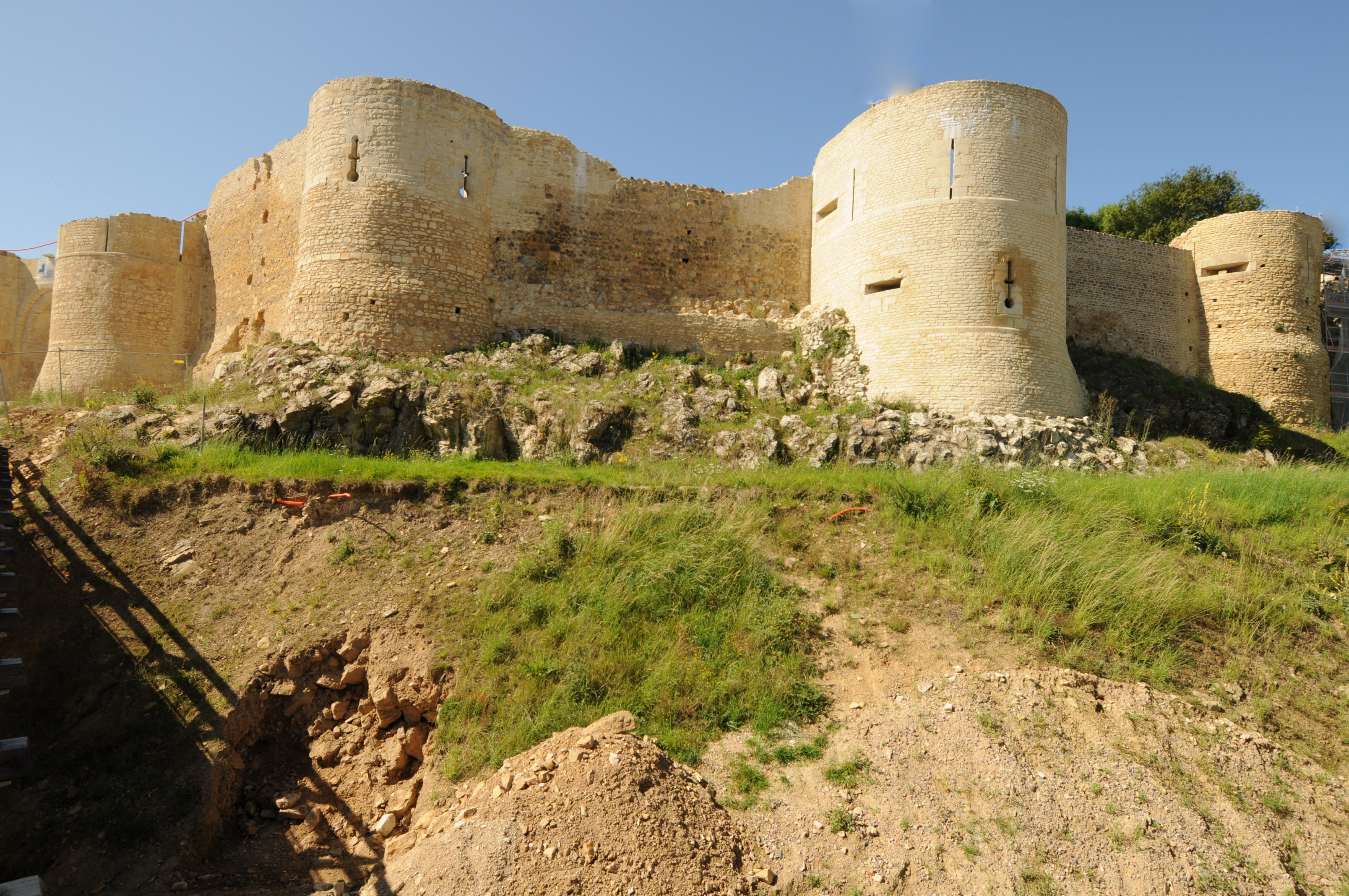
Відновлені мури і вежі фортеці.
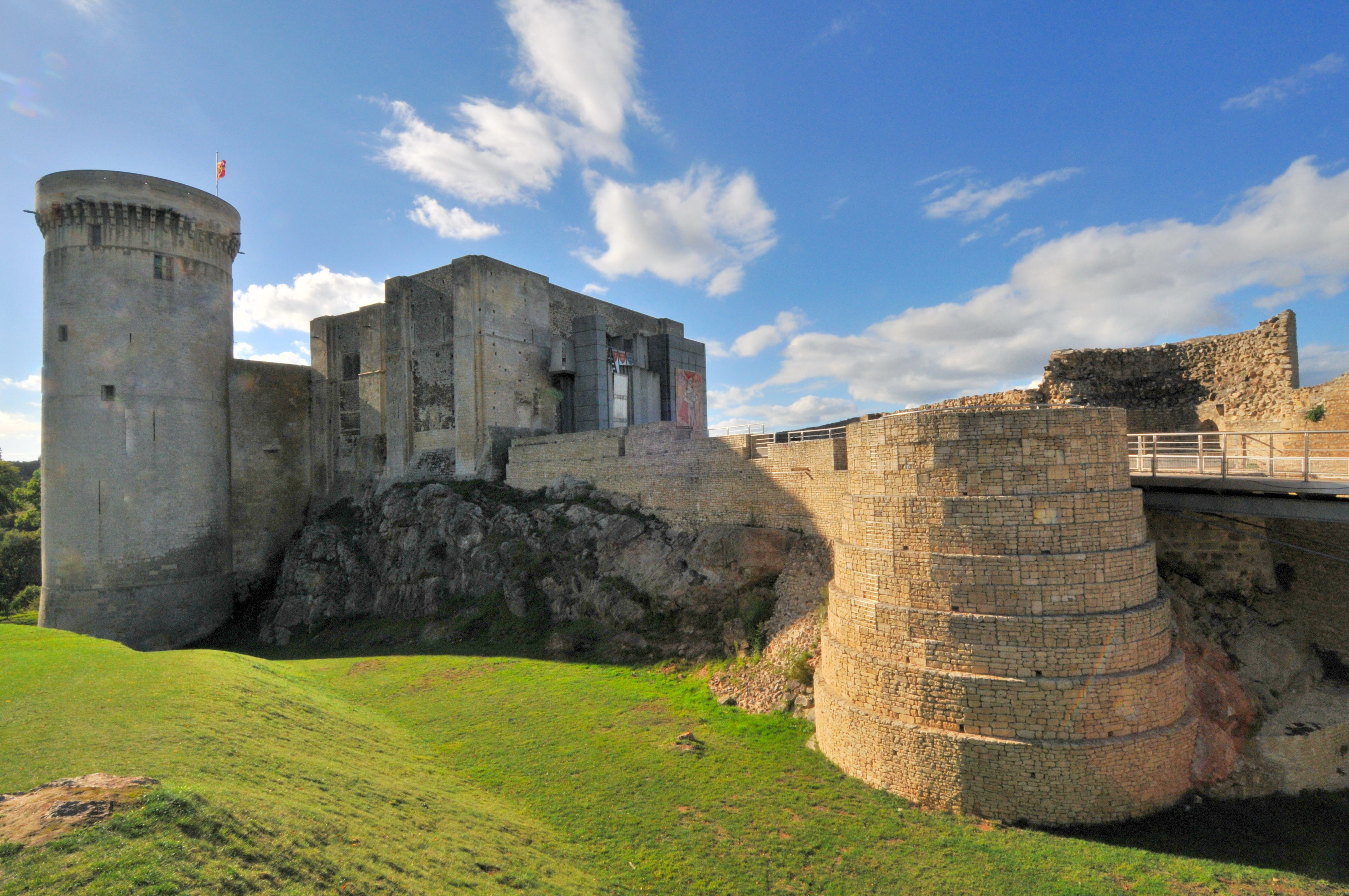
З боку рову
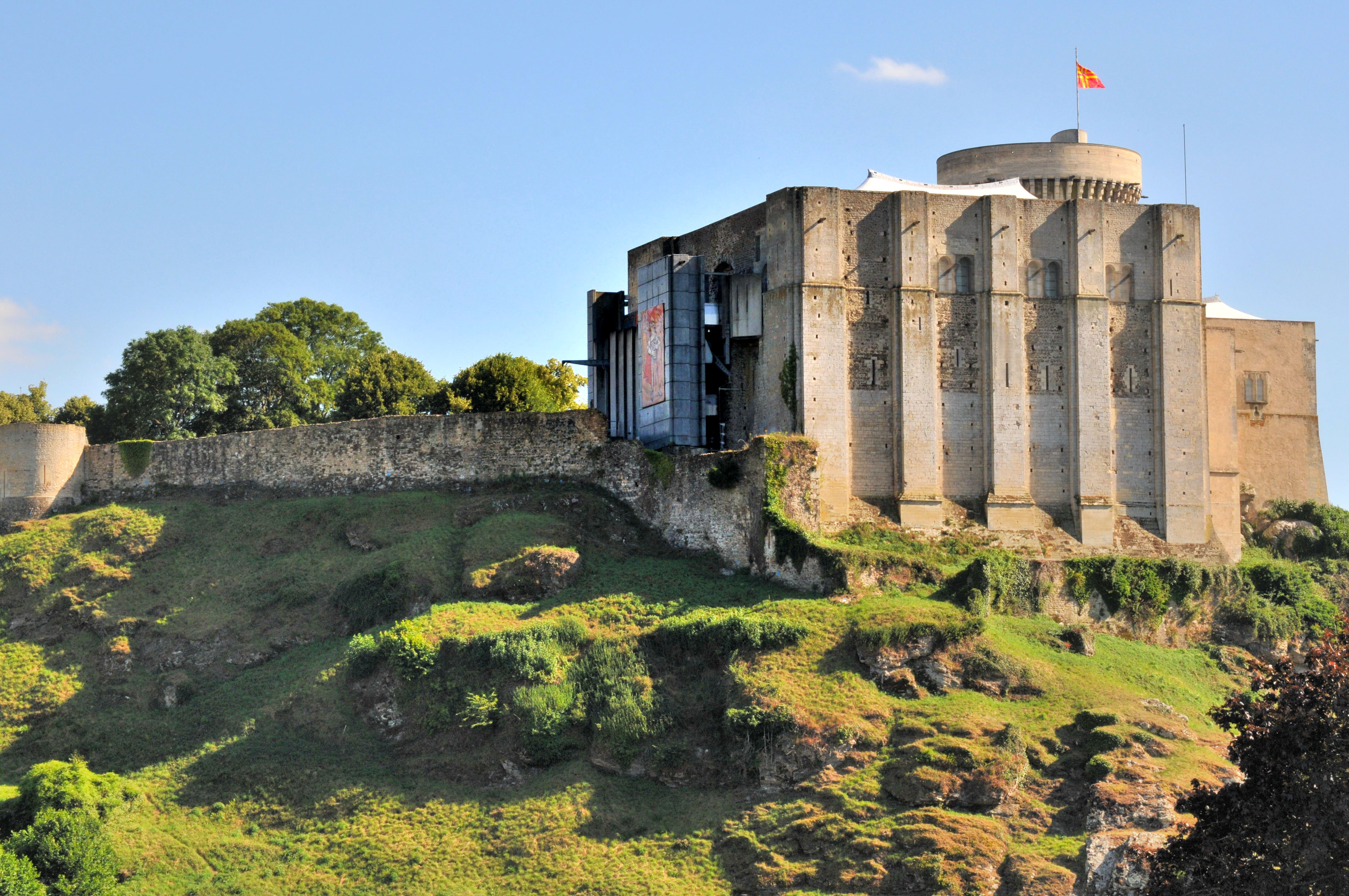
Бічний фасад
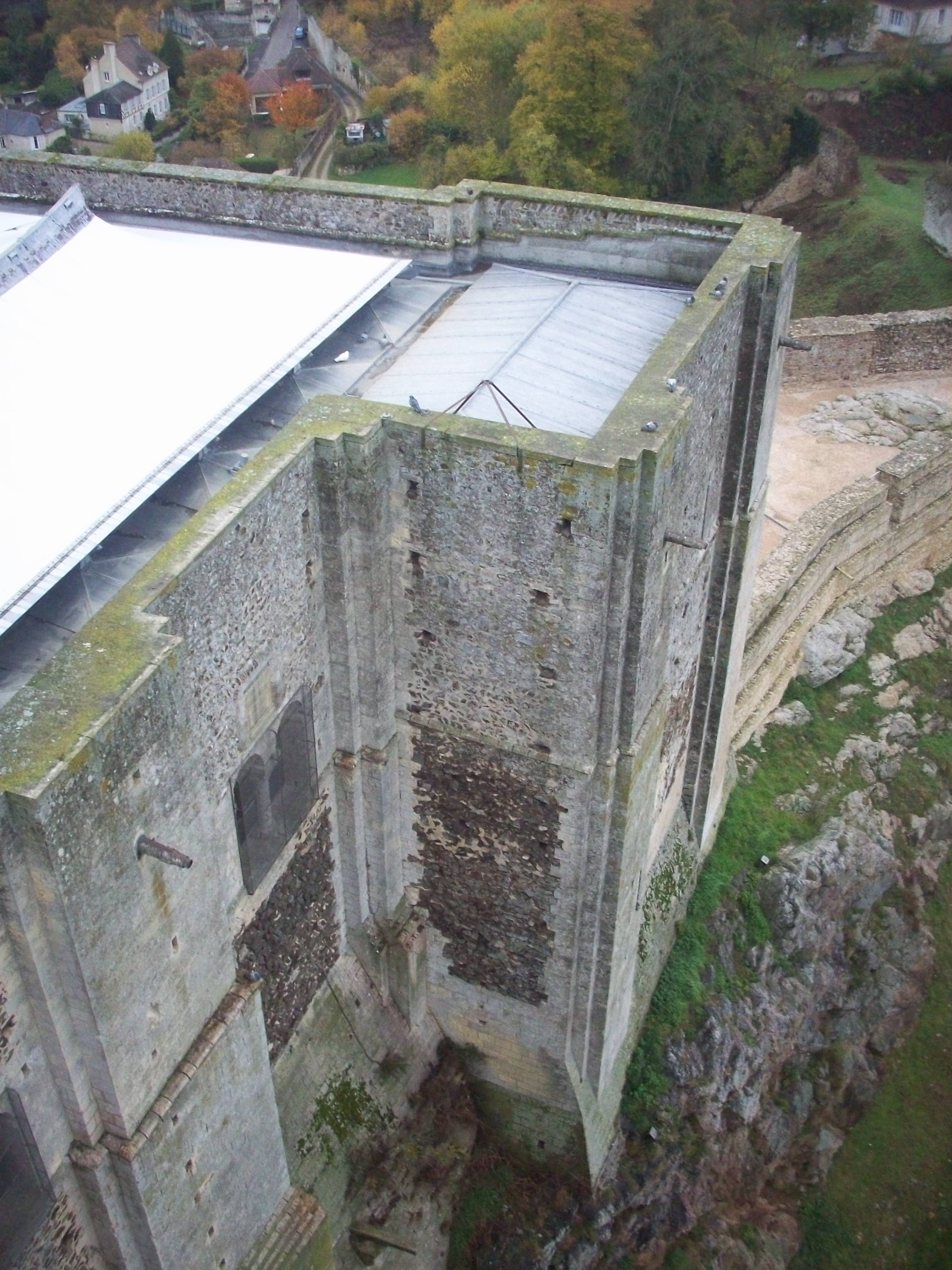
Сучасні дахи замку
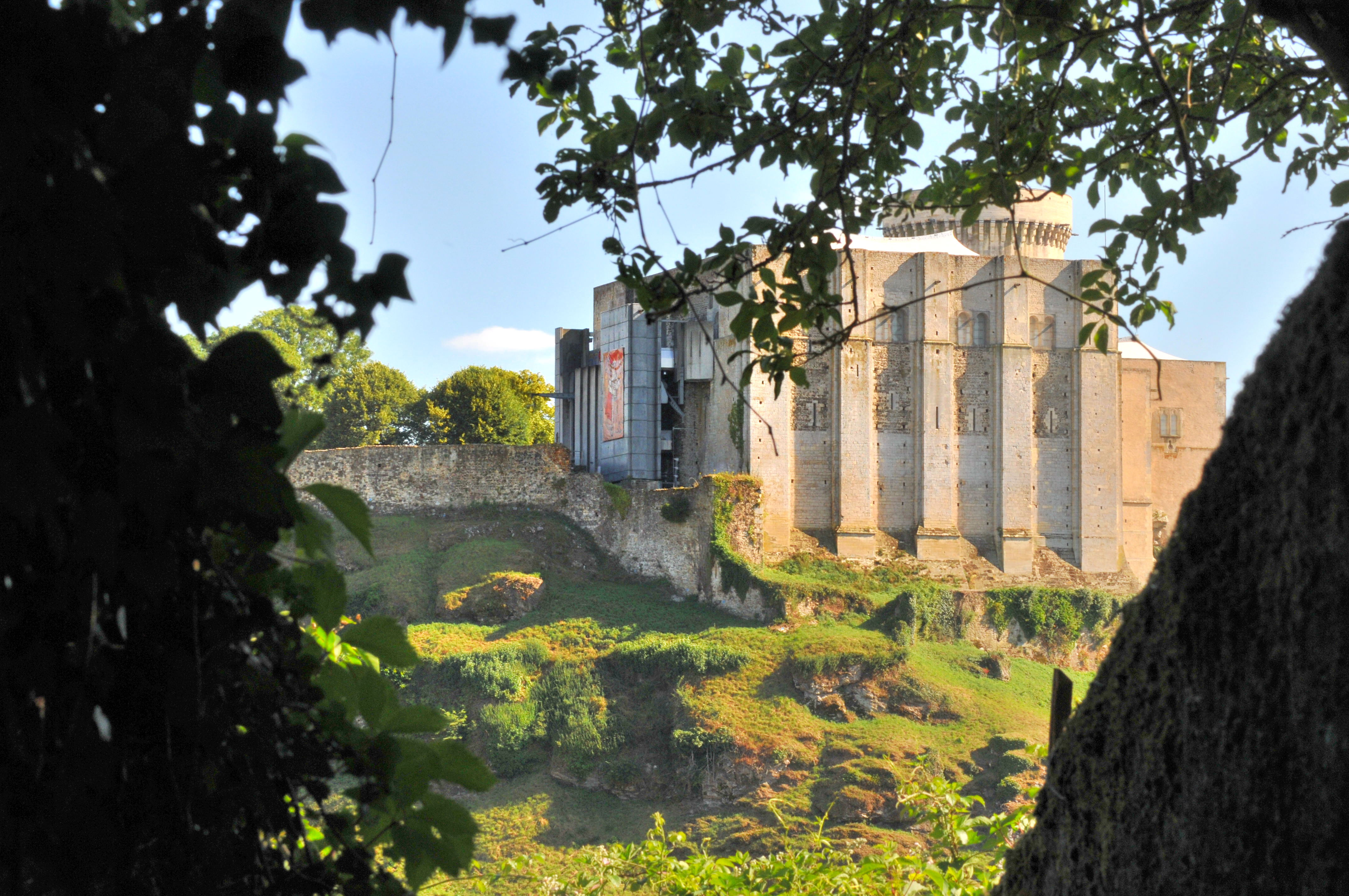
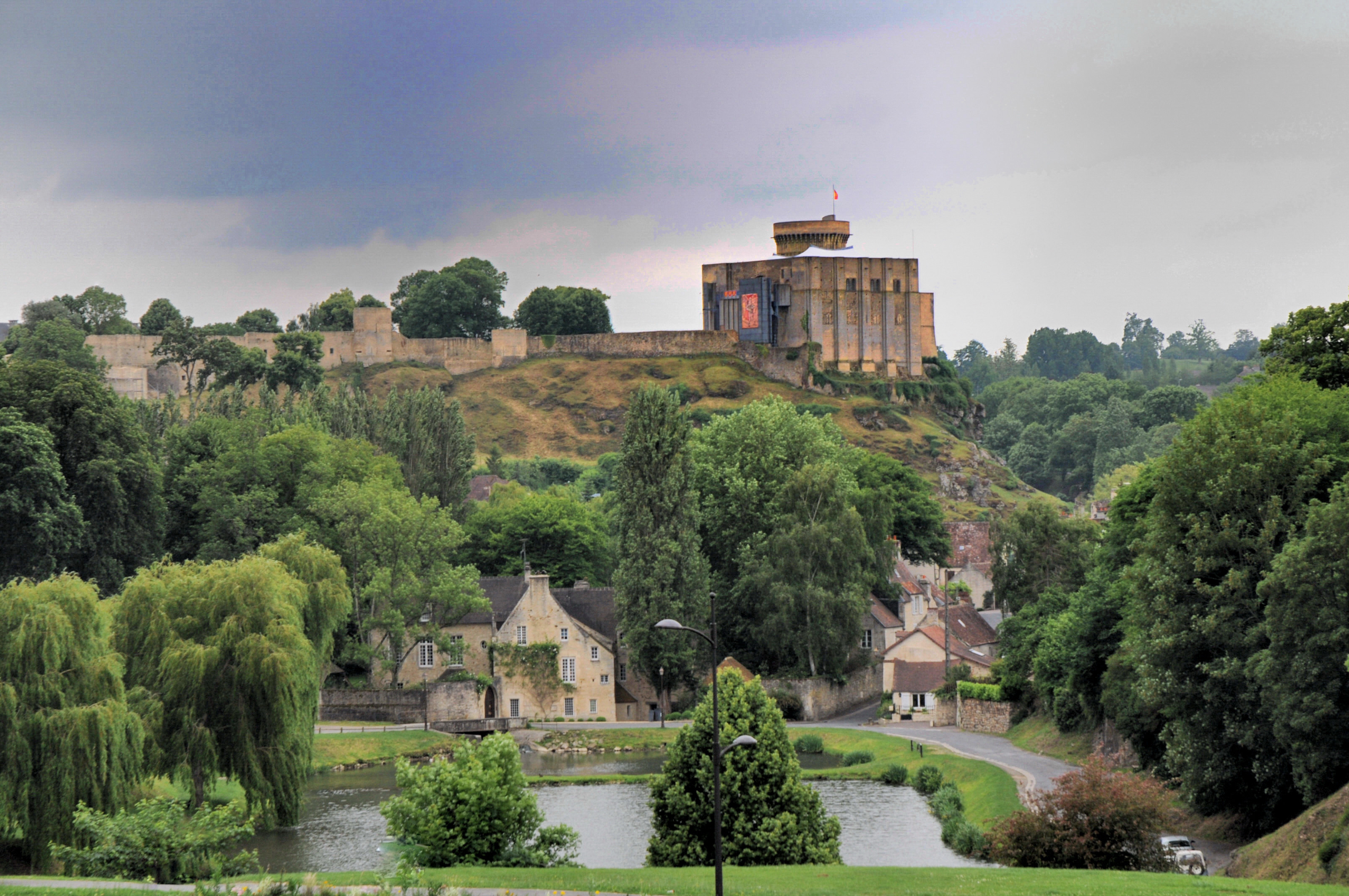
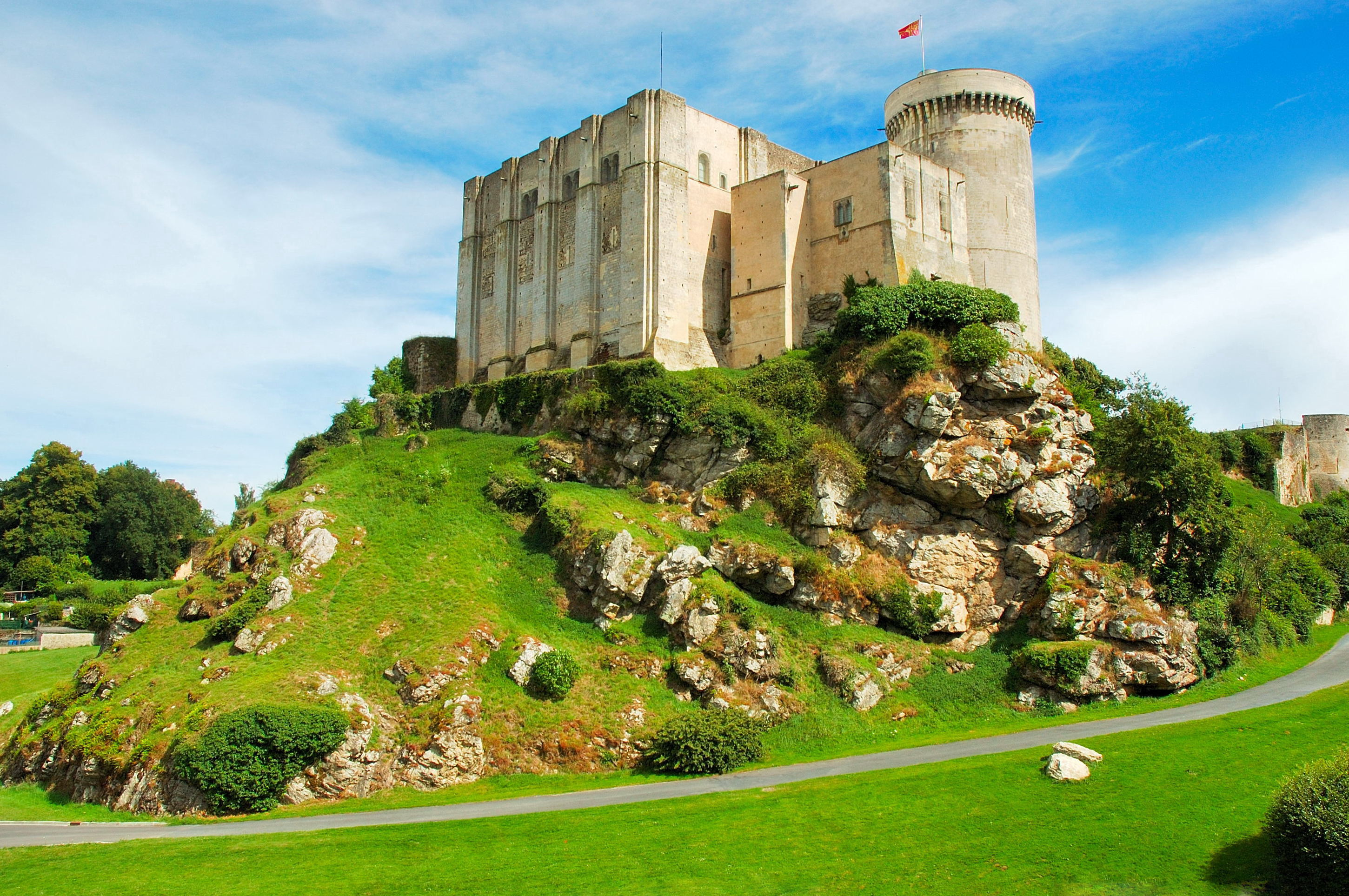
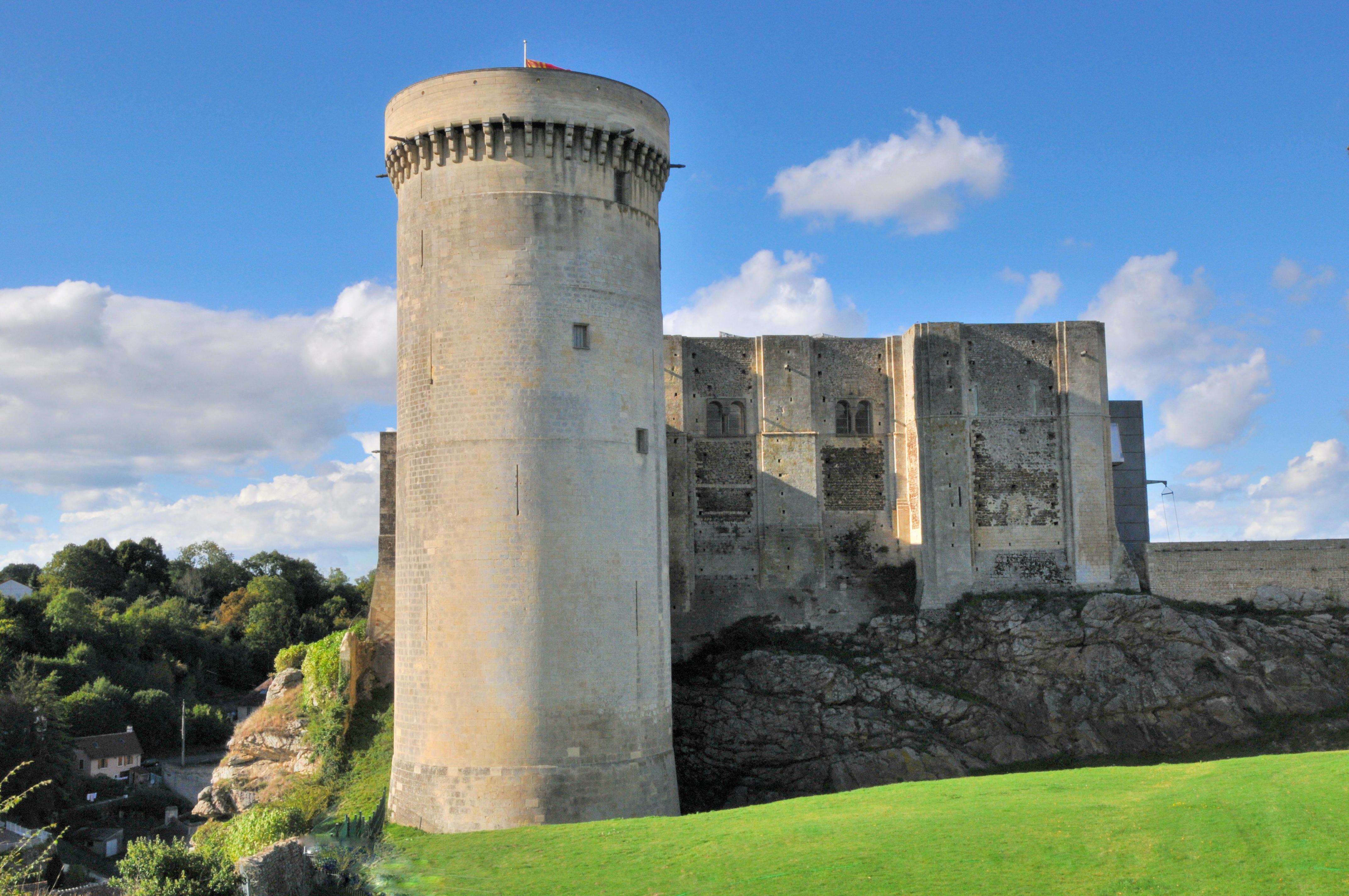
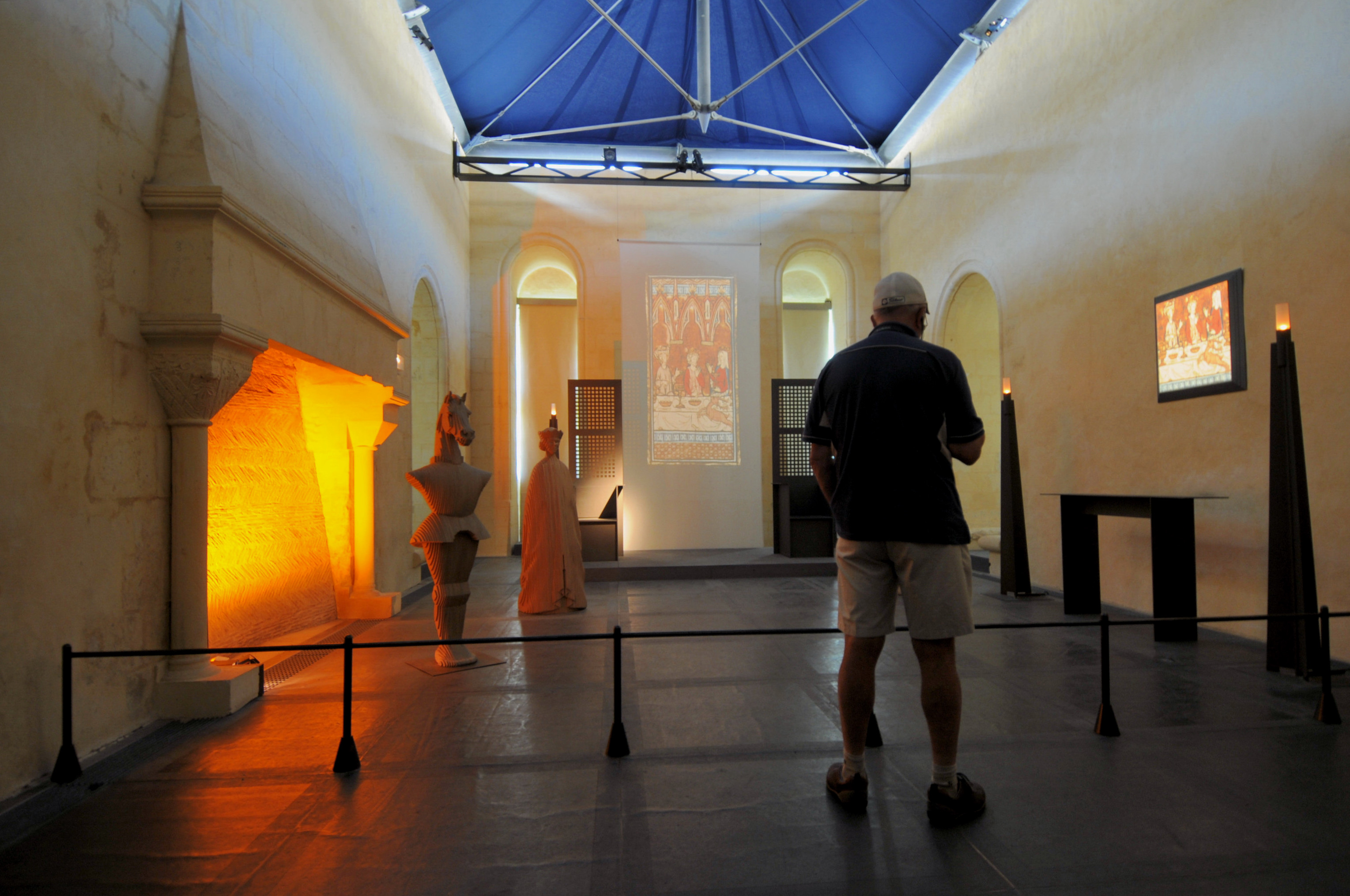
Сучасний інтер'єр малого донжона.
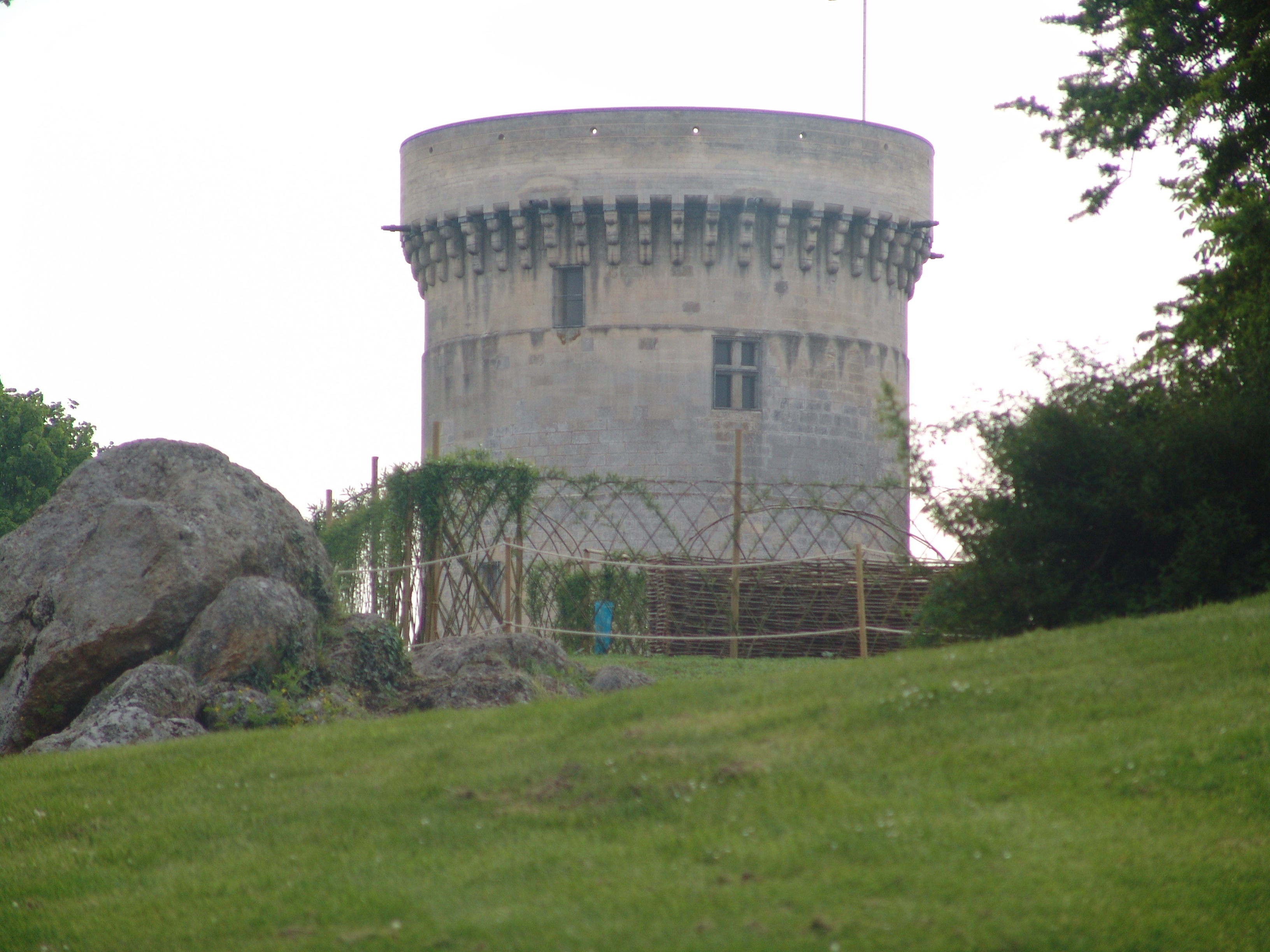
Вежа Талбот
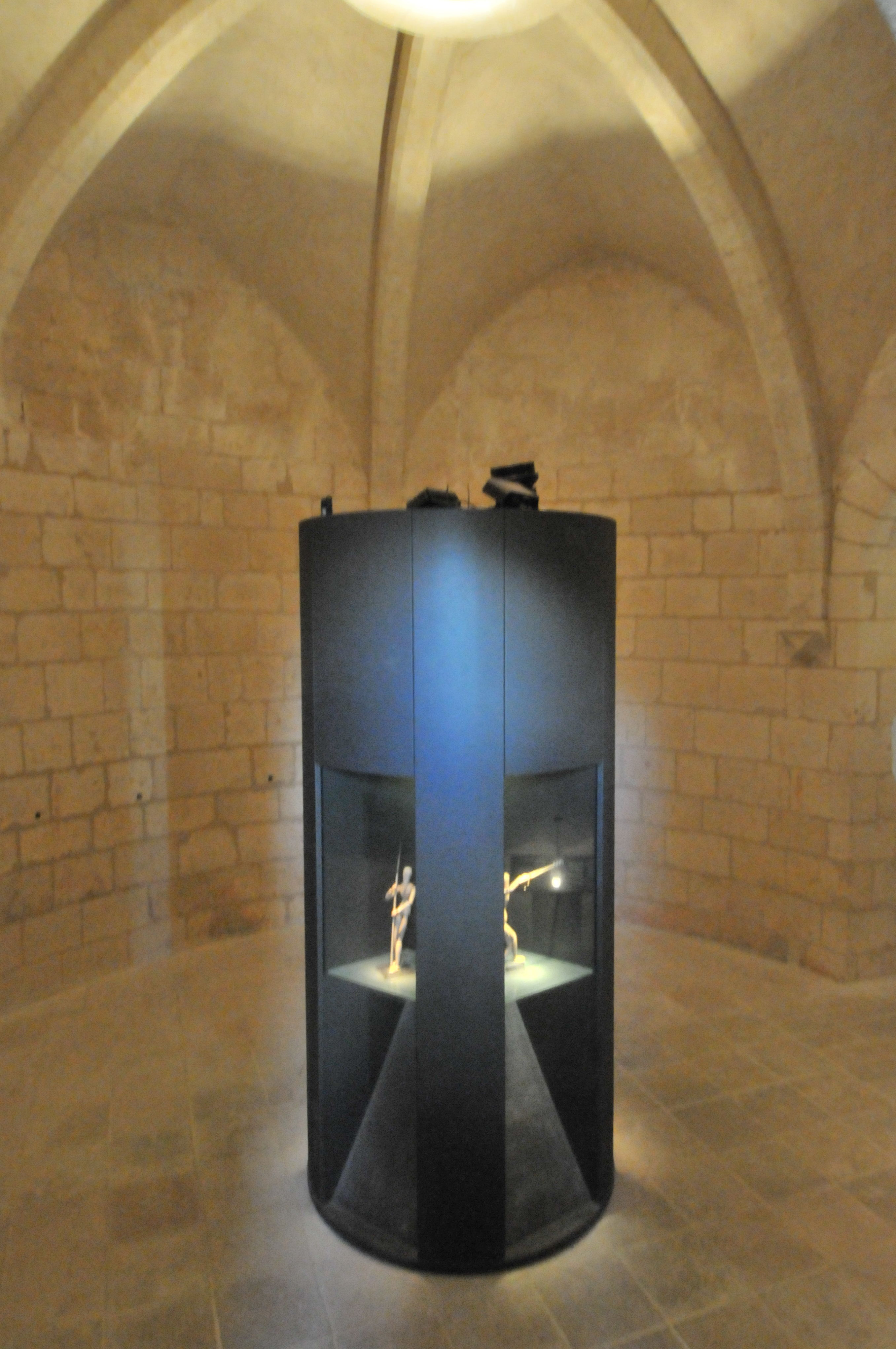
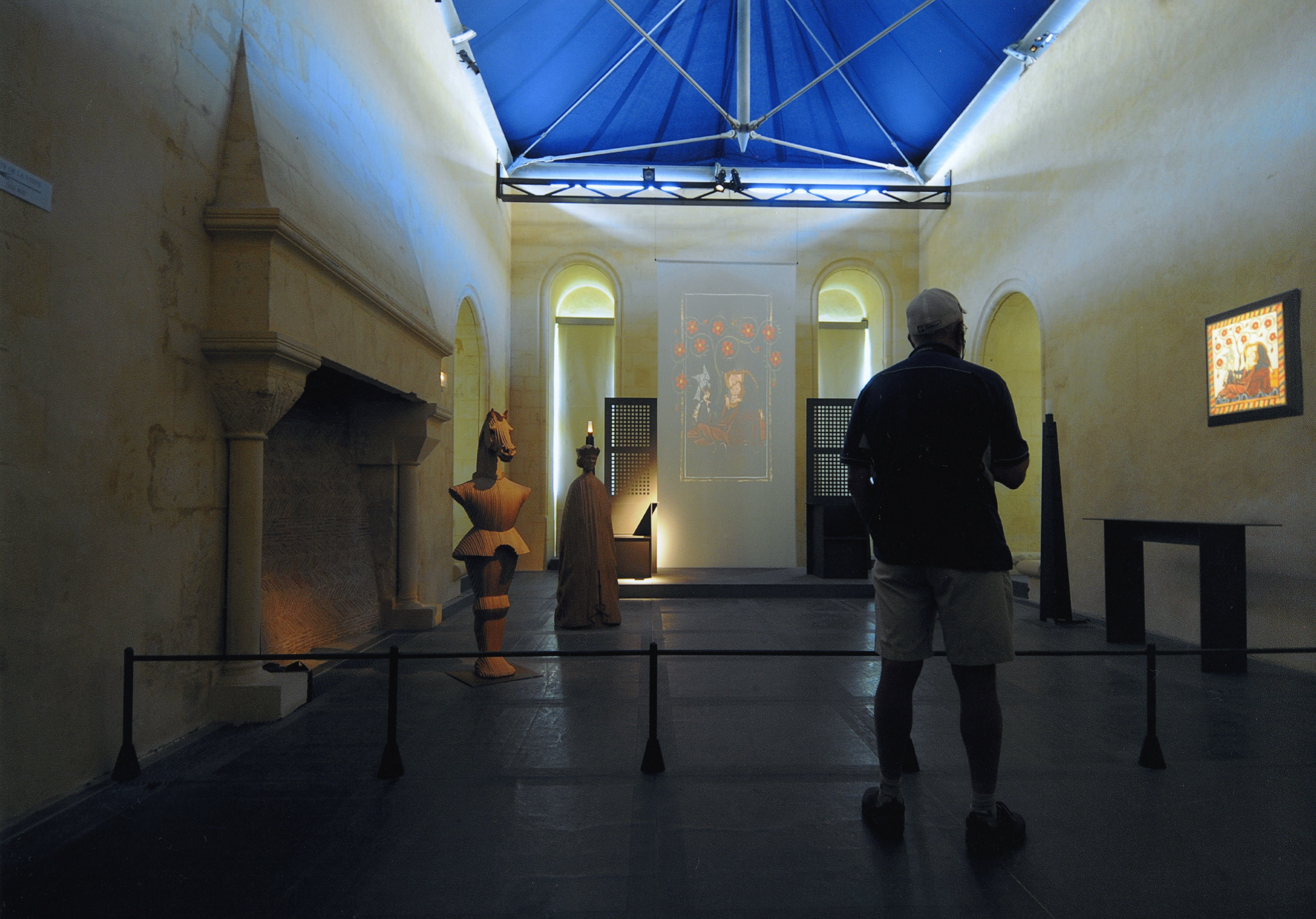
Сучасний інтер'єр в малому донжоні.